# Bibiana Steinhaus
Bibiana Steinhaus (Bad Lauterberg im Harz, 24 de março de 1979) é uma árbitra de futebol alemã.

## Vida esportiva
Antes de apitar jogos, Steinhaus foi jogadora, atuando como zagueira em times pequenos da liga alemã.
Quando decidiu parar de jogar, prestou concurso para arbitragem e tornou-se juíza, destacando-se e construindo uma importante carreira. Ainda joga em alguns amistosos.
A árbitra é muito conhecida por usar apenas um relógio, o que a diferencia dos demais juízes de futebol, que costumam usar dois.
A árbitra alemã Bibiana Steinhaus foi a primeira mulher da história da primeira divisão do futebol da Alemanha,chamada de Budesliga e de toda Europa, a apitar uma partida oficial como árbitra principal, que ocorreu no dia 10 de setembro de 2017, no Estádio Olímpico de Berlim, entre as equipes do Werder Bremen e Hertha Berlin, pela terceira rodada da temporada 2017 - 2018 da competição, com o resultado saindo 1 x 1, com gols de Matthew Leckie, para o Hertha e Thomas Delaney para o Werder que, desde 2013, não perde para o time da capital (quatro vitórias e três empates). Com o resultado final da partida o Bremen alcançou seu primeiro ponto no torneio, ficando na décima sexta posição, abrindo a zona de rebaixamento, enquanto o Hertha chegou a quatro pontos na nona colocação.
Steinhaus aplicou apenas um cartão amarelo durante o jogo, para o jogador Skjelbred, volante do Hertha, que fez falta num rival aos 36 minutos do primeiro tempo. Bibiana foi auxiliada durante a  partida pelos bandeirinhas Christof Gunsch e Thomas Stein e pelo quarto árbitro Robert Schroder. Ela é uma das 24 árbitras da temporada 2017 - 2018 da Budesliga, sendo conhecida na Alemanha e no futebol feminino por ter atuado como zagueira na equipe do SV Bad Lauterberg, time que leva o nome da cidade da Baixa Saxônica onde ela nasceu.
Bibiana é uma policial de 1,81 m. Ela é filha de um ex-árbitro e iniciou sua carreira como árbitra, apitando a Bundesliga feminina em 1999, quando em 2007, começou a apitar na segunda divisão da liga masculina do futebol alemão. A partir daí passou a atuar em partidas de divisões inferiores e da Copa da Alemanha.
"Sempre foi meu sonho. Evidentemente estou muito contente. É o reconhecimento ao duro trabalho que me levou até aqui e uma grande motivação para continuar o meu trabalho", falou Steinhaus, que é árbitra da Fifa, durante entrevista concedida ao site da Federação Alemã de Futebol.